# Svenska Aero SA-12 Skolfalken
Svenska Aero SA-12 Skolfalken, eller Sk 8, var ett svenskt skolflygplan, som tillverkades av Svenska Aero (SA).
Sk 8 var det första av flygplanen som konstruerades i Svenska Aeros Falk-serie 1929. Det kom senare att följas av SA-11 Jaktfalken och SA-13 Övningsfalken. Efter att SA-10 Piraten ratats av Flygvapnet som ett avancerat skolflygplan, inledde företaget på egen kostnad och risk projekteringen av skolflygplanet SA-12. 
Flygplanet var dubbeldäckat med skevroder på både över och undervinge. Flygplanskroppen tillverkades i en fackverkskonstruktion som kläddes med duk och träfanér. Flygplanet utrustades med en femcylindrig luftkyld stjärnmotor av typen Armstrong Siddeley Mongoose som drev en tvåbladig propeller. Hjullandstället var fast med en sporrfjäder monterad under fenan. 
I april 1929 kontaktade Carl Clemens Bücker Flygstyrelsen för att informera om att Svenska Aero var igång med konstruktionen av ett nytt skolflygplan. Han önskade att Flygvapnet skulle kunna ge en kravspecifikation på nästa skolflygplan i Flygvapnet. Eftersom Flygvapnet just köpt Sk 6 fanns inte något behov av nytt flygplan så Bücker fick inget svar på sin förfrågan.
Svenska Aero fortsatte i alla fall med konstruktionsarbetet. Bücker visste att Sk 6 skulle utrustas med krigstidstillverkade Mercedesmotorer av sämre kvalitet och livslängden borde bli kort varför Flygvapnets intresse för SA-12 borde återkomma. I augusti 1929 var flygplanet klart för provflygning på Barkarby. Som provflygare hyrde SA in en militär flygare. I september genomförde Flygvapnet på Bückers begäran flygprov med piloter ur flygvapnet. Proven utföll så väl att Bücker lyckades sälja flygplanet till Flygstyrelsen. Det överfördes i november 1929 till F 5 Ljungbyhed för att genomgå fortsatta prov som skolflygplan. Proven vid F 5 resulterade i en del modifieringar, fenan och sidrodret byggdes om och flygplanet fick enligt flygskolans chef Arvid Flory omdömet ett flygplan med mycket goda flygegenskaper. 
Bückers misstanke om att motorerna på Sk 6 inte skulle hålla någon längre tid visade sig under utbildningen av 1930 års elevkull befogad. Ett flertal haverier på grund av motorstopp inträffade. Till sist måste flygutbildningen vid skolan inställas i brist av skolflygplan. Flygvapnet behövde nya skolflygplan omgående. På en förfrågan om leverans av SA-12 tvingades SA ge en längre leveranstid än Flygvapnet önskade varför flygvapnet köpte tio de Havilland DH 60T Moth Trainer (Sk 9) varefter utbildningen kunde återupptas. Med inköpet av de engelska flygplanen blev behovet av ett nytt skolflygplan löst för Flygvapnet och SA-12 kom inte att tillverkas i fler exemplar. 
Flygvapnets enda Sk 8 blev kvar på Ljungbyhed där det användes för allmän flygträning under några år. Det överfördes senare till F 3 Malmslätt, där det användes sporadiskt fram till 1937. Flygplanet kasserades och avfördes 4 november 1938, efter 386 timmar i luften. 